# 一関市消防本部
一関市消防本部（いちのせきししょうぼうほんぶ）は、岩手県一関市の消防部局（消防本部）。西磐井郡平泉町は一関市に常備消防事務を委託している。

## 沿革
- 1949年3月 一関市消防本部・一関市消防署を設置。
- 1952年12月 消防庁舎（一関市田村町）が完成。
- 1959年 救急業務を開始。
- 1972年4月1日 一関市、西磐井郡平泉町・花泉町、東磐井郡千厩町・大東町・藤沢町・東山町・室根村・川崎村が、 両磐地区消防組合を設立。一関市消防本部が両磐地区消防組合消防本部に移行。一関市消防署を一関消防署に改称。
- 1980年4月 消防本部・一関消防署庁舎が一関市山目字中野に移転。旧庁舎は田村町分遣所となる。
- 2005年9月20日 一関市・西磐井郡花泉町・東磐井郡千厩町・大東町・東山町・室根村・川崎村の新設合併に伴い、新たな一関市が発足。
- 2006年3月31日 両磐地区消防組合が解散。
- 2006年4月1日 一関市消防本部を設置。両磐地区消防組合の2署7分署1分遣所体制から4署5分署1分遣所体制に再編。
  - 両磐地区消防組合消防本部 ⇒ 一関市消防本部（一関市、平泉町、藤沢町）
  - 一関消防署 ⇒ 一関西消防署
  - 一関消防署花泉分署 ⇒ 一関南消防署
  - 一関消防署平泉分署 ⇒ 一関西消防署平泉分署
  - 一関消防署田村町分遣所 ⇒ 一関西消防署田村町分遣所
  - 千厩消防署 ⇒ 一関東消防署
  - 千厩消防署大東分署 ⇒ 一関北消防署
  - 千厩消防署藤沢分署 ⇒ 一関南消防署藤沢分署
  - 千厩消防署東山分署 ⇒ 一関北消防署東山分署
  - 千厩消防署室根分署 ⇒ 一関東消防署室根分署
  - 千厩消防署川崎分署 ⇒ 一関東消防署川崎分署
- 2010年4月5日 高機能消防指令センター運用開始
- 2011年9月26日 藤沢町を一関市に編入。

## 組織
- 本部 - 総務課、予防課、消防課、防災課
- 消防署

## 主力機械
2020年4月1日現在

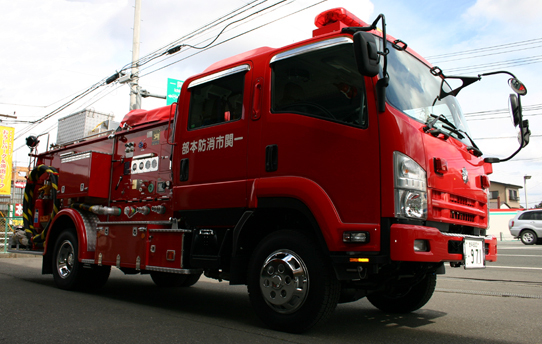

- 普通消防ポンプ自動車：9(西1,平泉1,南1,藤沢1,東1,室根1,川崎1,北1,東山1)
- 水槽付消防ポンプ自動車：11(一関3,西3,田村3,平泉3,南3,藤沢3,東3,室根3,川崎3,北3,東山3)
- 小型動力ポンプ付水槽車 (10t)：1(西水槽)
- はしご付消防自動車(40m級)：1(西梯子)
- 化学消防ポンプ自動車：1(西化学)
- 高規格救急自動車：11(一関救急2,西救急,田村救急,平泉救急,南救急,藤沢救急,東救急,室根救急,川崎救急,北救急,東山救急)
- 救助工作車(III型)：1(西救助)
- 救助工作車(II型)：1(東救助)
- 指揮車：2(西指揮,東指揮)
- 支援車：1
- 防火広報車：1
- 連絡車：11
- 輸送車：4

## 消防署
| 消防署       | 住所                             | 分署                                                                      | 分遣所                      |
| ------------ | -------------------------------- | ------------------------------------------------------------------------- | --------------------------- |
| 一関西消防署 | 一関市山目字中野140番地3         | 平泉：西磐井郡平泉町平泉字鈴沢66番地1                                     | 田村町：一関市田村町1番13号 |
| 一関南消防署 | 一関市花泉町涌津字下原263番地    | 藤沢：一関市藤沢町藤沢字町裏170番地3                                      | なし                        |
| 一関東消防署 | 一関市千厩町千厩字上駒場360番地9 | 室根：一関市室根町折壁字八幡沖345番地 川崎：一関市川崎町薄衣字町裏65番地5 | なし                        |
| 一関北消防署 | 一関市大東町渋民字大洞地9番地3   | 東山：一関市東山町長坂字西本町33番地8                                     | なし                        |

## 【参考】両磐地区消防組合の概要
- 組合を組織する地方公共団体：一関市、西磐井郡平泉町、花泉町、東磐井郡千厩町、大東町、藤沢町、東山町、室根村及び川崎村（1市6町2村）
- 組合事務所：一関市山目字中野140-3
- 組合議会
  - 議員定数：24人（一関市：4人、平泉町：2人、花泉町：3人、千厩町：3人、大東町：3人、藤沢町：3人、東山町：2人、室根村：2人、川崎村：2人）
- 執行機関
  - 管理者（一関市長）
  - 副管理者（管理者以外の関係団体の長及び一関市の助役）
  - 収入役（一関市収入役）
  - 監査委員：2人
  - 消防本部 - 総務課、予防課、警防課、通信指令課、高齢者対策室
  - 消防署